# Hradby Samoty
Hradby Samoty (pol. Mury samotności) – festiwal eksperymentalnych form muzycznych i sztuki odbywający się corocznie (z wyjątkiem 2015 roku) najczęściej w lipcu w jednym z zamków na terenie Czech lub Słowacji. Pierwsza edycja odbyła się w roku 2010 w ruinach zamku Cimburk w Koryčanach.
Na festiwal przyjeżdża corocznie kilkuset fanów elektro, industrialu, ambientu, techno, noise, trance i rozmaitych rytmów eksperymentalnych. W większości są to Czesi i Słowacy, lecz także Polacy, Niemcy, Rosjanie, Holendrzy, Węgrzy i przedstawiciele innych narodowości. Festiwal trwa dwa-trzy dni od godzin popołudniowych do późnych godzin nocnych, zarówno na zamku, jak i w tak nietypowych miejscach jak schron przeciwatomowy.
Podczas festiwalu część zamku staje się przestrzenią handlową i gastronomiczną gdzie sprzedawane są napoje, jedzenie oraz różnego typu wydawnictwa i gadżety występujących na festiwalu zespołów.
Podczas festiwalu występy odbywają się jednocześnie na dwóch scenach zaaranżowanych w niewielkiej odległości od siebie do umożliwia bezproblemowe przemieszczanie się między pokazami. Większość występujących artystów do swojej muzyki prezentuje też bardzo bogate wizualizacje. Prócz występów muzycznych i prezentacji sztuki na dziedzińcu zamku często odbywają się też pokazy performance np. z ogniem.

## Edycje festiwalu

### I edycja - 4 września 2010 -zamek CimburkwKoryčanach, Czechy[1][4]
- muzyka - VLADIMÍR HIRSCH (CZ), TÁBOR RADOSTI(CZ), SEMAI (CZ), ANGEL EPILEPSIA (SK), CAERODEJ (SK)

### II edycja - 30 lipca 2011 - zamek Holíč wHolíču, Słowacja[5]
- muzyka - SKROL (CZ), TABOR RADOSTI (CZ), EINLEITUNGSZEIT w AMANITAS (CZ-SK), SCHLOSS TEGAL (USA), URBANFAILURE (SK), DEUS EX MACHINA (CZ), ANGEL EPILEPSIA (SK), AMBIGUOUS (SK), PAVLOV'S LIGHTBULB (SK), ANGELICUS (SK), TAMAL (SK),  MY LUCKY DAYS & CAERODEJ (SK), AMANITAS (CZ)
- pokazy - MYSTIQUE SHOW (SK)[3], VJ SCREENSAVER, APOCALYPTIC GALLERY

### III edycja - 6-7 lipca 2012 - zamek Rosice wRosicach u Brna, Czechy[2]
- muzyka - VOID OV VOICES - ATTILA CSIHAR (HU), JOB KARMA (PL), STURMAST (HU), HIEROS GAMOS projekt LAHKA MUZA (SK), LARRNAKH (HU), DO SHASKA! (CZ), DISHARMONY (SK), AKIMBO (CZ), METROM (SK),  PHRAGMENTS (SK),  PRAYING FOR OBLIVION (DE), SEISMIC WAVE FACTORY (CZ), SKLO (CZ), ISH (SK), SEMAI (CZ), DEEP projekt KORINTH (SK), 900 PIESEK (SK), APOPHYSIA (CZ-SK), FRONTIER GUARDS (CZ), STOR (CZ), INSTINCT PRIMAL (CZ), NOISE MORTANNA (SK), ...LESOM (SK), PURE (SK),  OR.LOCK (SK), WEHRWOLF78 (CZ), DRÉN (SK),  886VG (CL)
- pokazy - Stanislav Greždo, Nenad Brankovic, Jan Škop

### IV edycja - 5-6 lipca 2013 - zamek Veveří wBrnie, Czechy[6]
- muzyka - :OF THE WAND AND THE MOON: (DK), RAISON D'ETRE (SWE),  DEUTSCH NEPAL (SWE), BOCKSHOLM (SWE), ALLERSEELEN (AT), TEATRO SATANICO (IT), ALFARMANIA /ex- Survival Unit/ (SWE), EINLEITUNGSZEIT (CZ-SK),  LAHKA MUZA (SK), TABOR RADOSTI (CZ), NAPALMED (CZ), OPENING PERFORMACE ORCHESTRA (CZ), INSTINCT PRIMAL (CZ), CHARMING ASSISTANT (SK),  HLUKOVA SEKCE - 900piesek+hlukas+drén+noiseMortanna+garasu (SK-CZ), Karl Krauter ft. NINA (CZ), LAZY BASTARDS soundsystem (SK), rbnx (SK), YARRDESH (CZ), URBANFAILURE (SK), GARASU /ex-Sklo/ (CZ), AIDAN ZAAL (SK), dj dIGIMURDER (SK), dj VIKTOR (SK), dj SANDMAN (SK)
- pokazy - Wystawa fotografii Opuštěná místa (opuszczone miejsca)

### V edycja - 4-5 lipca 2014 - zamek Rosice w Rosicach u Brna, Czechy[7]
- muzyka - IN SLAUGHTER NATIVES (SWE), BAD SECTOR (IT), PAPRSKY INŽENÝRA GARINA (CZ), SUI GENERIS UMBRA (PL), SVARTSINN (NOR), PHRAGMENTS (SK), LAMIA VOX (RUS), THE DEVIL & THE UNIVERSE (AT), ABANDONED ASYLUM (PL), MY LIVE EVIL (SK), HLUKOVA SEKCE (SK-CZ), LAZY BASTARDS SOUNDSYSTEM (SK), RUZOVI KOVBOJI (SK), SHIBUYA MOTORS (SK), БРАДА (SK), DIDAKTIK EM (SK), 777 BABALON (SK), BLAHOSKLONNOST a SHOVIVAVOST (CZ), KARL KRAUTER ft NINA (CZ)
- pokazy - Hannibal Tripet, SKEPTA, VERONIKA U

### VI edycja - 14-15-16 lipca 2016 - zamek Rosice w Rosicach u Brna, Czechy[8]
- muzyka - EMPUSAE (BEL), PHURPA (RUS), TZOLK'IN (BEL/FRA), FLINT GLASS (FRA), EINLEITUNGSZEIT w SANGREDANS (CZ-SK), TREPANERINGSRITUALEN (SWE), C.O. CASPAR (GER), JAMES WELBURN aka SKÅR (NOR), HOROLOGIUM (POL), AGHIATRIAS (CZ), DO SHASKA! (CZ), LAZY BASTARDS SOUND SYSTEM (SK), MAGADAN (CZ), HUMAN LARVAE (GER), HLUKOVA SEKCE (SK-CZ) - 900piesek+paregorik+DRÉN+Noise Mortanna+hLukaš+Hlukár+Garasu (SK-CZ), OORCHACH (LT), YARRDESH (CZ), ALTERSHAPES - TEAPOT & TONO (SK-CZ), HOLOTROP (GER), PAVEL ONDRAČKA (CZ), TOMÁŠ & KEŠNER & ŠKOP (CZ), SAMČO, BRAT DÁŽĎOVIEK (SK), 900PIESEK (SK), DRÈN (SK),TEOREMA (CZ), THE BLACKWOOD INCIDENT (SK), THE PROSTORY Revival + Hosté (CZ), HlukHarsh + NOITT (SK), NO FUN AT ALL IN THE HOUSE OF DOLLS (CZ), NOČNÍ PROVOZ (CZ), G# + THE BASSENGER (SK-AT), KRAJNÍ LEVICE (CZ), ABUOL (SK), BLOOD PACT (CZ), djane Lady M (AT)
- pokazy - GENG BENG (CZ) CHAOS COMPANY (CZ), LESMÏR (CZ), LABUDA (CZ), HANNIBAL & KARVAY (CZ), SVJATOGOR (SK), ZÁBRODSKÝ (CZ), BÁSNÍK TICHO (CZ), ORLOVÁ (CZ), SOSOI (CZ), LÁZEŇSKÝ (CZ), KOSTKA (SK)

### VII edycja - 21-22 lipca 2017 - zamek Jelšava wJelšavie, Słowacja[9]
- muzyka - SKLO (CZ), BIOS (SK), BLUES FOR THE REDSUN (CZ), 900PIESEK & 777 BABALOON (SK)